# Victor Lind
Victor Stange Lind (født 12. juli 2003) er en dansk professionel fodboldspiller, som spiller for svenske IF Brommapojkarna.

## Klubkarriere
Lind er født i Løgumkloster og var en del af SønderjyskE's akademi, inden han i 2018 skiftede til FC Midtjylland.
Han fik sin professionelle debut for Midtjylland den 28. juli 2021, hvor han kom ind som erstatning i en Champions League-kvalifikationskamp 2-1 hjemmesejr mod det skotske hold Celtic, der så dem nå næste runde. Den 29. januar 2023 sluttede Lind sig til den svenske klub IFK Norrköping på en år lang låneaftale.